# Список архивов Израиля
В отличие от других стран, где основная роль в создании архивов отведена государству, в Израиле большинство архивов создано усилиями движений, партий, ассоциаций и других общественных групп. Согласно списку, приведённому сайтом Израильской ассоциации архивов, в октябре 2012 года в Израиле действовало более 50 архивов. Однако этот список является далеко не исчерпывающим.

## Список архивов
| №  | Название                                                              | Тип   | Местонахожд.                | Год основ. | Ссылка на сайт (ивр.)                                | Краткое описание |
| -- | --------------------------------------------------------------------- | ----- | --------------------------- | ---------- | ---------------------------------------------------- | --- |
| 1  | Государственный архив Израиля                                         | Гос.  | Иерусалим                   | 1949       |                                                      | Документы правительства и других госучреждений Израиля, материалы периода Оттоманской империи и британского Мандата, оригиналы Декларации независимости, международные договоры и другие документы. |
| 2  | Центральный сионистский архив                                         | Общ.  | Иерусалим                   | 1919       |                                                      | Материалы Сионистской организации, Сохнута, фондов Керен Каемет и Керен ха-Йесод, личные архивы Герцля и других сионистских деятелей.                                                               |
| 3  | Центральный архив истории еврейского народа                           | Общ.  | Иерусалим (университет)     | 1939       |                                                      | Архивы еврейских общин и организаций в диаспоре; личные архивы Дубнова, Михоэлса и многих других еврейских деятелей.                                                                                |
| 4  | Национальная библиотека Израиля: коллекции и архивы                   |       | Иерусалим                   |            |                                                      | (Коллекция Трумпельдора) |
| 5  | Архив Яд ва-Шем                                                       | Общ.  | Иерусалим                   | 1946       |                                                      | Материалы о Катастрофе. Хранятся данные о жертвах, свидетельства выживших, имена Праведников, списки нацистских преступников.                                                                       |
| 6  | Архив Армии обороны Израиля и системы безопасности                    | Гос.  | Кирьят-Оно                  | 1948       |                                                      | Текущие и исторические архивы ЦАХАЛа и системы безопасности, архивы военных организаций Хагана, Эцель, Лехи и евреев, сражавшихся за рубежом.                                                       |
| 7  | Архив Хаима Вейцмана                                                  | Общ.  | Реховот                     | 1950       |                                                      | Хранилище писем, документов и других материалов, связанных с жизнью и деятельностью д-ра Хаима Вейцмана.                                                                                            |
| 8  | Архив Института Жаботинского                                          | Общ.  | Тель-Авив                   | 1937       |                                                      | Архивы Жаботинского, ревизионистского движения и Бейтара, еврейских военных организаций в Палестине, движения Херут, партии Ликуд.                                                                  |
| 9  | Архив партии Авода имени Моше Шарета                                  | Общ.  | Бейт Берл                   | 1965       |                                                      | Документы партий МАПАЙ и Авода, архивы Поалей Цион, РАФИ; личные архивы Кацнельсона, Аббы Эвена, Хаима Герцога и других деятелей партии.                                                            |
| 10 | Архив движения религиозного сионизма                                  | Общ.  | Иерусалим                   | 1953       |                                                      | Архивы движения Мизрахи, его отделений за границей, Центра религиозного образования; некоторые документы раввина Авраама Ицхака Кука.                                                               |
| 11 | Архив Бен-Гуриона                                                     |       | Сде-Бокер                   |            |                                                      | |
| 12 | Архив Дома Ааронсонов и НИЛИ                                          | Общ.  | Зихрон-Яаков                |            |                                                      | Материалы подпольной организации НИЛИ и её членов Аарона Ааронсона, Сары Ааронсон и других. |
| 13 | Архив Кнессета                                                        |       | Иерусалим                   | 1949       |                                                      | Административный и исторический архив Кнессета, хранящий данные о законах, законопроектах, пленумах, комиссиях, запросах к министрам.                                                               |
| 14 | Архив Израильского управления древностей                              |       | Иерусалим                   |            |                                                      | Информация о местах, связанных с древними культурами на территории Израиля и окрестностей. Карты и планы раскопок и топографических съёмок.                                                         |
| 15 | Архив «Гназим»                                                        | Общ.  | Тель-Авив                   | 1951       |                                                      | Рукописи, дневники, письма и другой материал, связанный с жизнью и творчеством ивритских писателей.                                                                                                 |
| 16 | Национальная фотоколлекция Израиля                                    |       | Иерусалим                   |            |                                                      | |
| 17 | Архив еврейских фильмов имени Стивена Спилберга                       | Общ.  | Иерусалим                   | 1969       |                                                      | Коллекция кино- и видеофильмов еврейской тематики: история народа, государство Израиль, репатриация, общины в диаспоре.                                                                             |
| 18 | Архив Дома борцов гетто                                               | Общ.  | Лохамей-ха-гетаот           | 1950       |                                                      | Дневники, прощальные письма, другие материалы периода Катастрофы, свидетельствующие о торжестве человеческого духа; архив Корчака.                                                                  |
| 19 | Архив города Иерусалима                                               |       | Иерусалим                   | 1963       |                                                      | |
| 20 | Архив кибуцного движения «Яд Табенкин»                                | Общ.  | Рамат-Эфаль                 | 1927       | Архивная копия от 24 февраля 2011 на Wayback Machine | Исторические архивы кибуца Эйн-Харод, движений Ха-Кибуц ха-Меухад и ТАКАМ. Архив кибуцного движения и некоторых молодёжных организаций.                                                             |
| 21 | Архив Менахема Бегина                                                 |       | Иерусалим                   | 2000       |                                                      | |
| 22 | Архив лагеря для нелегальных репатриантов                             |       | Атлит                       |            |                                                      | |
| 23 | Архив Трумпельдора                                                    |       | Тель Иосеф                  |            |                                                      | |
| 24 | Архив Альберта Эйнштейна                                              |       | Иерусалим                   | 1989       |                                                      | Научные работы, личная переписка, дневники, записные книжки и другие документы Альберта Эйнштейна.                                                                                                  |
| 25 | Архив Управления телерадиовещания                                     |       | Иерусалим                   | 1968       |                                                      | |
| 26 | Архив Совета по делам прессы                                          |       |                             |            |                                                      | |
| 27 | Национальный архив звукозаписей (фонотека)                            |       | Иерусалим (нац. библиотека) | 1965       |                                                      | |
| 28 | Израильский киноархив (Иерусалимская синематека)                      |       | Иерусалим                   | 1981       |                                                      | |
| 29 | Центральный архив еврейского искусства                                |       | Иерусалим (университет)     | 1979       |                                                      | |
| 30 | Архив еврейского образования в Израиле и диаспоре                     | Общ.  | Тель-Авив (университет)     | 1959       |                                                      | |
| 31 | Архив Института исследования религиозного сионизма                    |       | Рамат-Ган (университет)     |            |                                                      | |
| 32 | Архив «Джойнта»                                                       |       | Иерусалим                   |            |                                                      | |
| 33 | Фотоархив Еврейского национального фонда                              |       | Иерусалим                   |            |                                                      | |
| 34 | Фотоархив истории Земли Израиля и Иерусалима (Фотоархив «Яд Бен-Цви») |       | Иерусалим                   |            |                                                      | |
| 35 | Архив «Кидуш ха-Шем»                                                  |       | Бней-Брак                   | 1964       |                                                      | |
| 36 | Архив религиозного кибуцного движения                                 | Общ.  | Квуцат Явне                 |            |                                                      | |
| 37 | Архив «Яд Яари»                                                       |       | Гиват Хавива                | 1937       |                                                      | |
| 38 | Архив рабочего движения (Института им. Пинхаса Лавона)                | Общ.  | Тель-Авив                   | 1976       |                                                      | |
| 39 | Архив истории Тель-Авивского университета                             |       | Тель-Авив (университет)     | 2000       |                                                      | |
| 40 | Архив Комитета сефардской общины в Иерусалиме                         |       | Иерусалим                   |            |                                                      | |
| 41 | Архив Центра исследования диаспоры                                    |       | Тель-Авив (университет)     | 1964       |                                                      | |
| 42 | Архив Института Лео Бека в Иерусалиме                                 |       | Иерусалим                   | 1955       |                                                      | Собрание документов и газетных статей, связанных с историей и культурой евреев Германии и Центральной Европы в последние 300 лет.                                                                   |
| 43 | Архив Тель-Авива-Яффо                                                 |       | Тель-Авив                   |            |                                                      | |
| 44 | Городской архив Хайфы                                                 |       | Хайфа                       | 1977       |                                                      | |
| 45 | Израильский архив фольклорного рассказа                               |       | Хайфа (университет)         | 1955       |                                                      | Собрание еврейского прозаического фольклора Израиля или этнических общин репатриантов, а также фольклора арабов, бедуинов и друзов.                                                                 |
| 46 | Архив аэрофотоснимков                                                 |       | Иерусалим (университет)     |            |                                                      | |
| 47 | Архив «Архитектура в Израиле» (А.А.И.)                                | Част. | Тель-Авив                   |            |                                                      | |
| 48 | Израильский центр документации исполнительских искусств               | Общ.  | Тель-Авив (университет)     |            | Архивная копия от 30 июня 2012 на Wayback Machine    | |
| 49 | Архив и музей театра                                                  |       | Иерусалим (университет)     | 1973       |                                                      | |
| 50 | Цифровой архив академии «Бецалель»                                    |       | Иерусалим                   | 2011       |                                                      | Искусство, дизайн и архитектура Израиля в работах студентов Академии художеств Бецалель, а также историческая документация.                                                                         |
| 51 | Архив спорта и физического воспитания                                 |       | Нетания (Инст. Вингейта)    | 1968       |                                                      | |
| 52 | Архив «Бейт ха-Эдут»                                                  |       | Нир Галим                   | 1991       |                                                      | |

Аббревиатуры
- Гос. — государственный архив
- Общ. — общественный архив в соответствии с Законом об архивах и его установлениями
- Част. — частный архив